# Кузнецов, Михаил Петрович
Михаи́л Петро́вич Кузнецо́в (1923—1990) — полковник Советской Армии, участник Великой Отечественной войны, Герой Советского Союза (1944).

## Биография
Михаил Кузнецов родился 14 ноября 1923 года в деревне Федюково (ныне — Волоколамский район Московской области). После окончания семи классов школы и школы фабрично-заводского ученичества работал слесарем. В 1942 году Кузнецов был призван на службу в Рабоче-крестьянскую Красную Армию. С осени того же года — на фронтах Великой Отечественной войны. К сентябрю 1943 года гвардии младший сержант Михаил Кузнецов командовал отделением сапёрного взвода 78-го гвардейского стрелкового полка 25-й гвардейской стрелковой дивизии 8-й гвардейской армии 3-го Украинского фронта. Отличился во время битвы за Днепр.
В двадцатых числах сентября 1943 года Кузнецов переправился через Днепр в районе села Войсковое Солонянского района Днепропетровской области Украинской ССР и принял активное участие в боях за захват и удержание плацдарма на его западном берегу. Кузнецов проверял местность на наличие немецких мин и устанавливал свои, что способствовало успешному отражению ряда контратак противника. В тех боях Кузнецов получил тяжёлое ранение и был отправлен в госпиталь.
Указом Президиума Верховного Совета СССР от 22 февраля 1944 года за «успешное форсирование Днепра, прочное закрепление плацдарма на его западном берегу и проявленные при этом отвагу и геройство» гвардии младший сержант Михаил Кузнецов был удостоен высокого звания Героя Советского Союза с вручением ордена Ленина и медали «Золотая Звезда» за номером 3123.
После окончания войны Кузнецов продолжил службу в Советской Армии. В 1948 году он окончил Смоленское военно-политическое училище, в 1951 году — Военно-политическую академию. В 1978 году в звании полковника Кузнецов был уволен в запас. Проживал в Твери, работал в местном политехническом институте. Скончался 2 февраля 1990 года, похоронен на Дмитрово-Черкасском кладбище Твери.

## Награды
- Медаль «Золотая Звезда» Героя Советского Союза;
- орден Ленина;
- три ордена Отечественной войны 1-й степени;
- орден Красной Звезды;
- орден «За службу Родине в Вооружённых Силах СССР» 3-й степени;
- орден Славы 3-й степени;
- медали[1].